# 車洛勲
車 洛勲（チャ・ナクン、朝鮮語: 차낙훈/車洛勳、1912年 - 1993年8月16日）は、大韓民国の教授、法学者（商法学）。
本貫は延安車氏。第7代高麗大学校総長、第9代淑明女子大学校総長。チャ・ラクン（漢字同、차락훈）という表記も見られる。

## 経歴
1940年に京城帝国大学法学部卒、1943年に同大法科大学院修了。1944〜47年に朝鮮金融組合連合会勤務、以後金融連合調査課長などを務め、1948年に高麗大学校政法大学副教授、1952〜53年に釜山大学校副教授、1955〜57年にソウル大学校法科大学待遇教授。1956年より高麗大学校法大教授、学生処長、事務処長、同校法科大学長、同校第7代総長（1975～77年）を歴任したほか、淑明学院理事、第9代淑明女子大学校総長（1977～81年）、韓国研究院理事を務めた。1993年に持病により81歳で死去した。